# 多鰭凹鰭綿鳚
多鰭凹鰭綿鳚，為輻鰭魚綱鱸形目绵鳚亞目绵鳚科的其中一種，分布於西北太平洋，包括鄂霍次克海、日本等海域，屬底棲性魚類，棲息深度在水深24至160公尺。

## 扩展阅读
維基物種上的相關：多鰭凹鰭綿鳚